# Petteri Lax
Petteri Juhani Lax, född 12 oktober 1985 i Vittis, är en finländsk friidrottare, specialiserad på längdhopp. Han har ett personligt rekord på 8,11 meter, satt år 2008. Lax representerade Finland vid Europamästerskapen 2010 och slutade där på en sjunde plats med sitt bästa hopp på 7,96 meter. 